# Vysočany (Znojmói járás)
Vysočany település Csehországban, a Znojmói járásban. Vysočany Dešov, Korolupy, Bítov, Oslnovice, Zblovice és Kostníky településekkel határos. Lakosainak száma 86 fő (2024. január 1.).

## Népesség
A település lakosságának változását az alábbi diagram mutatja:
| Lakosok száma | 226  | 217  | 238  | 211  | 159  | 118  | 92   | 92   | 93   | 86   |
|               | 1869 | 1890 | 1921 | 1950 | 1980 | 2001 | 2017 | 2019 | 2022 | 2024 |